# Johnny Blais
Johnny Blais, bijgenaamd Blazeman, (Seekonk, Massachusetts) is een Amerikaanse triatleet.
Hij verhuisde naar San Diego, vanwege de reputatie als het "mekka" voor triatlon. In 2005, toen hij 33 jaar oud was, werd bij hem de zenuwziekte amyotrofe laterale sclerose (ALS) vastgesteld. In 2005 kwam zijn levensdroom uit, omdat hij toestemming kreeg om deel te nemen aan de Ironman Hawaï. 
Men denkt dat hij de eerste persoon is met ALS die aan de Ironman Hawaï mee deed. Zeker is dat hij met een totaaltijd van 16:28.56, meer dan een half uur binnen de limiet, als eerste persoon met ALS de finish haalde. 
Hij werkte als leraar in het speciaal onderwijs. 